# Veľopolie
Veľopolie (bis 1927 auch slowakisch Veľopoľa; ungarisch Szélesmező – bis 1907 Velyopolya) ist eine Gemeinde im Osten der Slowakei mit 377 Einwohnern (Stand: 31. Dezember 2024), die zum Okres Humenné, einem Kreis des Prešovský kraj, gehört. Sie ist Teil der traditionellen Landschaft Zemplín.

## Geographie
Die Gemeinde befindet sich am Südrand der Niederen Beskiden im südöstlichen Ausläufer des Berglands Ondavská vrchovina, im Tal des Laborec an dessen linkem Ufer. Das Ortszentrum liegt auf einer Höhe von 179 m n.m. und ist 8,5 Kilometer von Humenné entfernt.
Nachbargemeinden sind Ľubiša im Westen, Nordwesten und Norden, Dedačov und Maškovce im Nordosten, Vyšný Hrušov im Osten, Udavské im Südosten und Süden sowie Humenné und Brestov im Südwesten.

## Geschichte
Veľopolie wurde zum ersten Mal 1430 als Velyopolia schriftlich erwähnt, weitere historische Bezeichnungen sind unter anderen Velyopolia (1620), Weliepolia (1630), Welopolya (1773) und Welopole (1808). Das Dorf war Teil des Drugeth'schen Herrschaftsgebiets von Humenné, im 18. und 19. Jahrhundert war es Besitz der Pfarrei von Humenné, im 19. und 20. Jahrhundert besaß die Familie Szirmay Gutsanteile. 1557 war keine Steuer fällig, 1715 gab es 10 Haushalte. 1787 hatte die Ortschaft 44 Häuser und 356 Einwohner, 1828 zählte man 47 Häuser und 380 Einwohner, die als Besenmacher und Waldarbeiter tätig waren. Ab der Mitte des 19. Jahrhunderts gab es mehrere Auswanderungswellen.
Bis 1918 gehörte der im Komitat Semplin liegende Ort zum Königreich Ungarn und kam danach zur Tschechoslowakei beziehungsweise heute Slowakei. In der Zeit der ersten tschechoslowakischen Republik waren die Einwohner als Landwirte beschäftigt. Nach dem Zweiten Weltkrieg pendelte ein Teil der Einwohner zur Arbeit in Industriebetriebe in der Umgebung. 

## Bevölkerung
| Jahr                | 1994 | 2004    | 2014     | 2024    |
| ------------------- | ---- | ------- | -------- | ------- |
| Anzahl der Personen | 311  | 321     | 363      | 377     |
| Unterschied         |      | +3,21 % | +13,08 % | +3,85 % |

| Jahr                | 2023 | 2024    |
| ------------------- | ---- | ------- |
| Anzahl der Personen | 374  | 377     |
| Unterschied         |      | +0,80 % |

Nach der Volkszählung 2011 wohnten in Veľopolie 342 Einwohner, davon 338 Slowaken und ein Ukrainer. Drei Einwohner machten keine Angabe zur Ethnie.
320 Einwohner bekannten sich zur römisch-katholischen Kirche, sechs Einwohner zur griechisch-katholischen Kirche und zwei Einwohner zu den Zeugen Jehovas. Drei Einwohner bekannten sich zu einer anderen Konfession, fünf Einwohner waren konfessionslos und bei sechs Einwohnern wurde die Konfession nicht ermittelt.

## Bauwerke und Denkmäler
- römisch-katholische Kirche im Barockstil aus dem Jahr 1701, 1775 erneuert und 1968–1970 zu einem modern aussehenden Sakralbau umgebaut

## Verkehr
Durch Veľopolie führt die Cesta III. triedy 3840 („Straße 3. Ordnung“) von einer Kreuzung mit der Cesta II. triedy 559 („Straße 2. Ordnung“, Humenné–Medzilaborce) heraus nach Udavské. Der nächste Bahnanschluss ist in Ľubiša an der Bahnstrecke Michaľany–Łupków.